# 西優勝美地 (加利福尼亞州)
西優勝美地（英語：Yosemite West）是位於美國加利福尼亞州馬里波薩縣的一個非建制地區。該地的面積和人口皆未知。

## 地理
西優勝美地的座標為37°38′51″N 119°43′07″W / 37.64750°N 119.71861°W，而該地的平均海拔高度為1788米（即5866英尺）。